# 納別列日涅 (加利奇區)
49°14′56″N 24°51′22″E / 49.24889°N 24.85611°E
納別列日涅（烏克蘭語：Набережне），是烏克蘭西部的村莊，隸屬伊萬諾-弗蘭科夫斯克州的伊萬諾-弗蘭科夫斯克區。該村始建於1950年，面積0.47平方公里，2001年人口71，人口密度每平方公里152人。